# Stronger (album)
Stronger là album phòng thu thứ năm của ca sĩ người Mỹ Kelly Clarkson, phát hành ngày 21 tháng 10 năm 2011 bởi RCA Records và 19 Recordings. Clarkson bắt đầu sáng tác cho album vào tháng 11 năm 2009 khi đang thực hiện chuyến lưu diễn All I Ever Wanted Tour và hoàn thành việc thu âm vào đầu năm 2011. Mặc dù dự định phát hành vào cuối năm 2010, ngày ra mắt đĩa nhạc phải bị lùi lại nhiều lần. Với mong muốn tạo nên trải nghiệm âm thanh khác với những album trước, nữ ca sĩ mong muốn chất giọng của cô khi thu âm sẽ tương tự như khi nghe ở những buổi biểu diễn trực tiếp và sẽ ít can thiệp Auto-Tune nhất có thể. Đây là một bản thu âm pop rock kết hợp với âm hưởng của R&B và đồng quê từng được Clarkson khám phá trong hai album phòng thu Thankful (2003) và All I Ever Wanted (2009), trong đó nữ ca sĩ hợp tác với nhiều nhà sản xuất khác nhau, bao gồm Howard Benson, Claude Kelly, Jason Halbert, Toby Gad, Greg Kurstin, Josh Abraham, Steve Jordan và Darkchild. 
Nội dung ca từ của Stronger chủ yếu đề cập đến sự đau khổ, trả thù, tha thứ và trao quyền thông qua những ẩn dụ về mối quan hệ của Clarkson với mọi người. Sau khi phát hành, album đa phần nhận được những phản ứng tích cực từ các nhà phê bình âm nhạc, trong đó họ đánh giá cao chất giọng của nữ ca sĩ, mặc dù có nhiều ý kiến cho rằng giọng hát của cô không có nhiều tiện bộ so với những tác phẩm trước. Ngoài ra, đĩa nhạc cũng nhận được bốn đề cử giải Grammy tại lễ trao giải thường niên lần thứ 55 và chiến thắng hạng mục Album giọng pop xuất sắc nhất. Stronger cũng gặt hái những thành công đáng kể về mặt thương mại khi lọt vào top 10 ở nhiều quốc gia, bao gồm những thị trường lớn như Úc, Canada, Ireland, New Zealand và Vương quốc Anh. Album ra mắt ở vị trí thứ hai trên bảng xếp hạng Billboard 200 tại Hoa Kỳ với 163,000 bản, trở thành tác phẩm thứ năm liên tiếp Clarkson vươn đến top 10 và sau đó được chứng nhận đĩa Bạch kim bởi Hiệp hội Công nghiệp Ghi âm Hoa Kỳ (RIAA).
Bốn đĩa đơn đã được phát hành từ Stronger. "Mr. Know It All" được chọn làm đĩa đơn mở đường và đứng đầu các bảng xếp hạng tại Úc và Hàn Quốc, đồng thời đạt vị trí thứ mười trên bảng xếp hạng Billboard Hot 100. Đĩa đơn thứ hai "Stronger (What Doesn't Kill You)" trở thành tác phẩm quán quân thứ ba của Clarkson tại Hoa Kỳ, cũng như vươn đến top 10 ở hơn 20 quốc gia và được đề cử ba giải Grammy cho Thu âm của năm, Bài hát của năm và Trình diễn đơn ca pop xuất sắc nhất, trong khi đĩa đơn cuối cùng "Dark Side" chỉ gặt hái những thành công giới hạn. Để quảng bá album, nữ ca sĩ xuất sắc và trình diễn trên nhiều chương trình truyền hình và lễ trao giải lớn, như The Ellen DeGeneres Show, Saturday Night Live, Today, giải thưởng Âm nhạc Mỹ năm 2011 và giải thưởng Âm nhạc Billboard năm 2012, cũng như thực hiện hai chuyến lưu diễn Stronger Tour và 2012 Summer Tour với ban nhạc người Mỹ The Fray. Tính đến nay, Stronger đã bán được hơn hai triệu bản trên toàn cầu.

## Danh sách bài hát
| Stronger — Phiên bản tiêu chuẩn | Stronger — Phiên bản tiêu chuẩn    | Stronger — Phiên bản tiêu chuẩn                       | Stronger — Phiên bản tiêu chuẩn  | Stronger — Phiên bản tiêu chuẩn |
| STT                             | Nhan đề                            | Sáng tác                                              | Sản xuất                         | Thời lượng                      |
| ------------------------------- | ---------------------------------- | ----------------------------------------------------- | -------------------------------- | ------------------------------- |
| 1.                              | "Mr. Know It All"                  | Brian Seals Ester Dean Brett James Dante Jones        | Brian Kennedy Dean [a] Jones [b] | 3:52                            |
| 2.                              | "What Doesn't Kill You (Stronger)" | Jörgen Elofsson Ali Tamposi David Gamson Greg Kurstin | Kurstin                          | 3:41                            |
| 3.                              | "Dark Side"                        | busbee Alex G.                                        | Kurstin                          | 3:44                            |
| 4.                              | "Honestly"                         | Tom Shapiro Robert Marvin Catt Gravitt                | Kurstin                          | 3:36                            |
| 5.                              | "You Love Me"                      | Kelly Clarkson Josh Abraham Oliver Goldstein          | Abraham Oligee                   | 4:04                            |
| 6.                              | "Einstein"                         | Clarkson Toby Gad Bridget Kelly James Fauntleroy      | Gad                              | 2:59                            |
| 7.                              | "Standing in Front of You"         | Clarkson Aben Eubanks                                 | Jason Halbert                    | 3:59                            |
| 8.                              | "I Forgive You"                    | Rodney Jerkins Andre Lindal Lauren Christy            | Darkchild Lindal                 | 3:04                            |
| 9.                              | "Hello"                            | Clarkson Abraham Goldstein Bonnie McKee               | Abraham & Oligee                 | 2:59                            |
| 10.                             | "The War Is Over"                  | Gad Olivia Waithe                                     | Gad                              | 3:57                            |
| 11.                             | "Let Me Down"                      | Clarkson Chris DeStefano                              | DeStefano                        | 3:24                            |
| 12.                             | "You Can't Win"                    | Clarkson Abraham Goldstein Felix Bloxsom              | Abraham Oligee                   | 4:19                            |
| 13.                             | "Breaking Your Own Heart"          | Jennifer Hanson Michael Logen                         | Howard Benson                    | 3:48                            |
| Tổng thời lượng:                | Tổng thời lượng:                   | Tổng thời lượng:                                      | Tổng thời lượng:                 | 47:25                           |

| Stronger — Phiên bản trên iTunes Store (bản nhạc bổ sung) | Stronger — Phiên bản trên iTunes Store (bản nhạc bổ sung) | Stronger — Phiên bản trên iTunes Store (bản nhạc bổ sung) | Stronger — Phiên bản trên iTunes Store (bản nhạc bổ sung) | Stronger — Phiên bản trên iTunes Store (bản nhạc bổ sung) |
| STT                                                       | Nhan đề                                                   | Sáng tác                                                  | Sản xuất                                                  | Thời lượng                                                |
| --------------------------------------------------------- | --------------------------------------------------------- | --------------------------------------------------------- | --------------------------------------------------------- | --------------------------------------------------------- |
| 14.                                                       | "Why Don't You Try"                                       | Eric Hutchinson                                           | Steve Jordan                                              | 4:47                                                      |
| Tổng thời lượng:                                          | Tổng thời lượng:                                          | Tổng thời lượng:                                          | Tổng thời lượng:                                          | 52:12                                                     |

| Stronger — Phiên bản cao cấp (bản nhạc bổ sung) | Stronger — Phiên bản cao cấp (bản nhạc bổ sung)  | Stronger — Phiên bản cao cấp (bản nhạc bổ sung) | Stronger — Phiên bản cao cấp (bản nhạc bổ sung) | Stronger — Phiên bản cao cấp (bản nhạc bổ sung) |
| STT                                             | Nhan đề                                          | Sáng tác                                        | Sản xuất                                        | Thời lượng                                      |
| ----------------------------------------------- | ------------------------------------------------ | ----------------------------------------------- | ----------------------------------------------- | ----------------------------------------------- |
| 14.                                             | "Don't You Wanna Stay" (với Jason Aldean)        | Jason Sellers Paul Jenkins Andy Gibson          | Michael Knox                                    | 4:20                                            |
| 15.                                             | "Alone"                                          | Abraham Goldstein McKee Ryan Williams           | Abraham & Oligee                                | 3:01                                            |
| 16.                                             | "Don't Be a Girl About It"                       | Clarkson Brent Kutzle                           | DeStefano                                       | 3:27                                            |
| 17.                                             | "The Sun Will Rise" (hợp tác với Kara DioGuardi) | Kyle Jacobs Danelle Leverett                    | Benson                                          | 3:33                                            |
| Tổng thời lượng:                                | Tổng thời lượng:                                 | Tổng thời lượng:                                | Tổng thời lượng:                                | 61:45                                           |

| Stronger — Phiên bản tại Nhật Bản và cao cấp trên iTunes Store (bản nhạc bổ sung) | Stronger — Phiên bản tại Nhật Bản và cao cấp trên iTunes Store (bản nhạc bổ sung) | Stronger — Phiên bản tại Nhật Bản và cao cấp trên iTunes Store (bản nhạc bổ sung) | Stronger — Phiên bản tại Nhật Bản và cao cấp trên iTunes Store (bản nhạc bổ sung) | Stronger — Phiên bản tại Nhật Bản và cao cấp trên iTunes Store (bản nhạc bổ sung) |
| STT                                                                               | Nhan đề                                                                           | Sáng tác                                                                          | Sản xuất                                                                          | Thời lượng                                                                        |
| --------------------------------------------------------------------------------- | --------------------------------------------------------------------------------- | --------------------------------------------------------------------------------- | --------------------------------------------------------------------------------- | --------------------------------------------------------------------------------- |
| 18.                                                                               | "Why Don't You Try"                                                               | Hutchinson                                                                        | Jordan                                                                            | 4:47                                                                              |
| Tổng thời lượng:                                                                  | Tổng thời lượng:                                                                  | Tổng thời lượng:                                                                  | Tổng thời lượng:                                                                  | 66:32                                                                             |

Ghi chú
- ^a  nghĩa là đồng sản xuất
- ^b  nghĩa là sản xuất bổ sung
- "What Doesn't Kill You (Stronger)" được thay đổi thành "Stronger (What Doesn't Kill You)" trong những bản in và bản nhạc số về sau của album.[3]

## Xếp hạng
| Bảng xếp hạng (2011–2013)               | Vị trí cao nhất |
| --------------------------------------- | --------------- |
| Album Úc (ARIA)                         | 3               |
| Album Áo (Ö3 Austria)                   | 20              |
| Album Bỉ (Ultratop Vlaanderen)          | 45              |
| Album Bỉ (Ultratop Wallonie)            | 57              |
| Album Canada (Billboard)                | 4               |
| Album Hà Lan (Album Top 100)            | 16              |
| Album Pháp (SNEP)                       | 142             |
| Album Đức (Offizielle Top 100)          | 14              |
| Album Ireland (IRMA)                    | 8               |
| Album Ý (FIMI)                          | 68              |
| Album Nhật Bản (Oricon)                 | 59              |
| Album Hàn Quốc (Circle)                 | 13              |
| Album Hàn Quốc Quốc tế (Circle)         | 1               |
| Album México (Top 100 Mexico)           | 85              |
| Album New Zealand (RMNZ)                | 6               |
| Album Ba Lan (ZPAV)                     | 64              |
| Album Scotland (OCC)                    | 4               |
| Album Tây Ban Nha (PROMUSICAE)          | 40              |
| Album Thụy Điển (Sverigetopplistan)     | 39              |
| Album Thụy Sĩ (Schweizer Hitparade)     | 12              |
| Album Anh Quốc (OCC)                    | 5               |
| Album Hoa Kỳ Billboard 200              | 2               |
| Album Hoa Kỳ Top Tastemaker (Billboard) | 9               |

| Bảng xếp hạng (2011)  | Vị trí |
| --------------------- | ------ |
| Album Úc (ARIA)       | 37     |
| Album Anh Quốc (OCC)  | 99     |
| Hoa Kỳ Billboard 200  | 126    |
| Album Toàn cầu (IFPI) | 46     |
| Bảng xếp hạng (2012)  | Vị trí |
| Album Úc (ARIA)       | 52     |
| Album Anh Quốc (OCC)  | 68     |
| Hoa Kỳ Billboard 200  | 24     |

## Chứng nhận
\
| Quốc gia                                  | Chứng nhận | Số đơn vị/doanh số chứng nhận |
| ----------------------------------------- | ---------- | ----------------------------- |
| Úc (ARIA)                                 | Bạch kim   | 70.000^                       |
| Canada (Music Canada)                     | Bạch kim   | 80.000^                       |
| New Zealand (RMNZ)                        | Vàng       | 7.500^                        |
| Anh Quốc (BPI)                            | Vàng       | 100.000^                      |
| Hoa Kỳ (RIAA)                             | Bạch kim   | 1,129,000                     |
| ^ Chứng nhận dựa theo doanh số nhập hàng. |            |                               |